# 滋賀県道・京都府道3号大津南郷宇治線
滋賀県道・京都府道3号大津南郷宇治線（しがけんどう・きょうとふどう3ごう おおつなんごううじせん）は、滋賀県大津市松原国道口交点を起点に京都府宇治市宇治橋西詰交点に至る主要地方道（滋賀県道・京都府道）である。

## 概要
天ケ瀬ダムのダム湖を眼下に臨む観光コースのほか、国道1号の大津方面と国道24号の奈良方面とをショートカットする路線である。大津市と宇治市を2車線の道路で結ぶ。以前は、起点から瀬田川（淀川）右岸の南郷を経て鹿跳橋付近までは国道422号と重複していたが、2022年3月29日、国道422号の付け替えにより、起点から瀬田川令和大橋西詰までが国道との、同地点から鹿跳橋西詰までが滋賀県道29号瀬田大石東線との重複区間となった。鹿跳橋以降は単独区間となり、瀬田川峡谷の外畑・曽束を経て京都府域に入り、天ケ瀬ダムや平等院付近を経て宇治市市街地に至る。

### 路線データ
- 起点：滋賀県大津市松原（松原国道口交差点、国道422号・滋賀県道102号大津湖岸線交点）
- 終点：京都府宇治市宇治妙楽（宇治橋西詰交差点）

## 路線状況
大津市南郷から鹿跳橋に至る区間は1960年（昭和35年）までに幅8 m（メートル）に拡幅・舗装された。それまではバスが走行しづらい狭い道路であったという。
天ケ瀬ダムの補償工事の一環として、県道大津上野線（現：国道422号）や一般県道宇治田原大石東線などと同様に付替工事が実施された。県道大津南郷宇治線（当時の県道宇治瀬田線）はダムの補償工事の一環で建設され、合計5工区に分けて建設された。宇治川（淀川）の渓谷に沿った山岳道路として、道路構造令における第3種の道路として施工された。この時の設計速度は35 km/h（キロメートル毎時）で、幅員は5.0 mが基準とされた（ただし、ダムの工事用資材搬入路となる部分は6.0 m）。道路の建設費用はダム工事費と道路改良費との合併施工である。
ダムの建設以前の当路線は通行不能で荒れた状態であった。そのため、宇治川ラインの観光客が大津市と宇治市を行き来する場合は、外畑と大峯ダム（天ケ瀬ダム建設により水没）の間を遊覧船で移動していた。この遊覧船は道路開通後も外畑と天ケ瀬ダムの間を結んでいたが、1976年（昭和51年）に廃止された。

### 橋梁

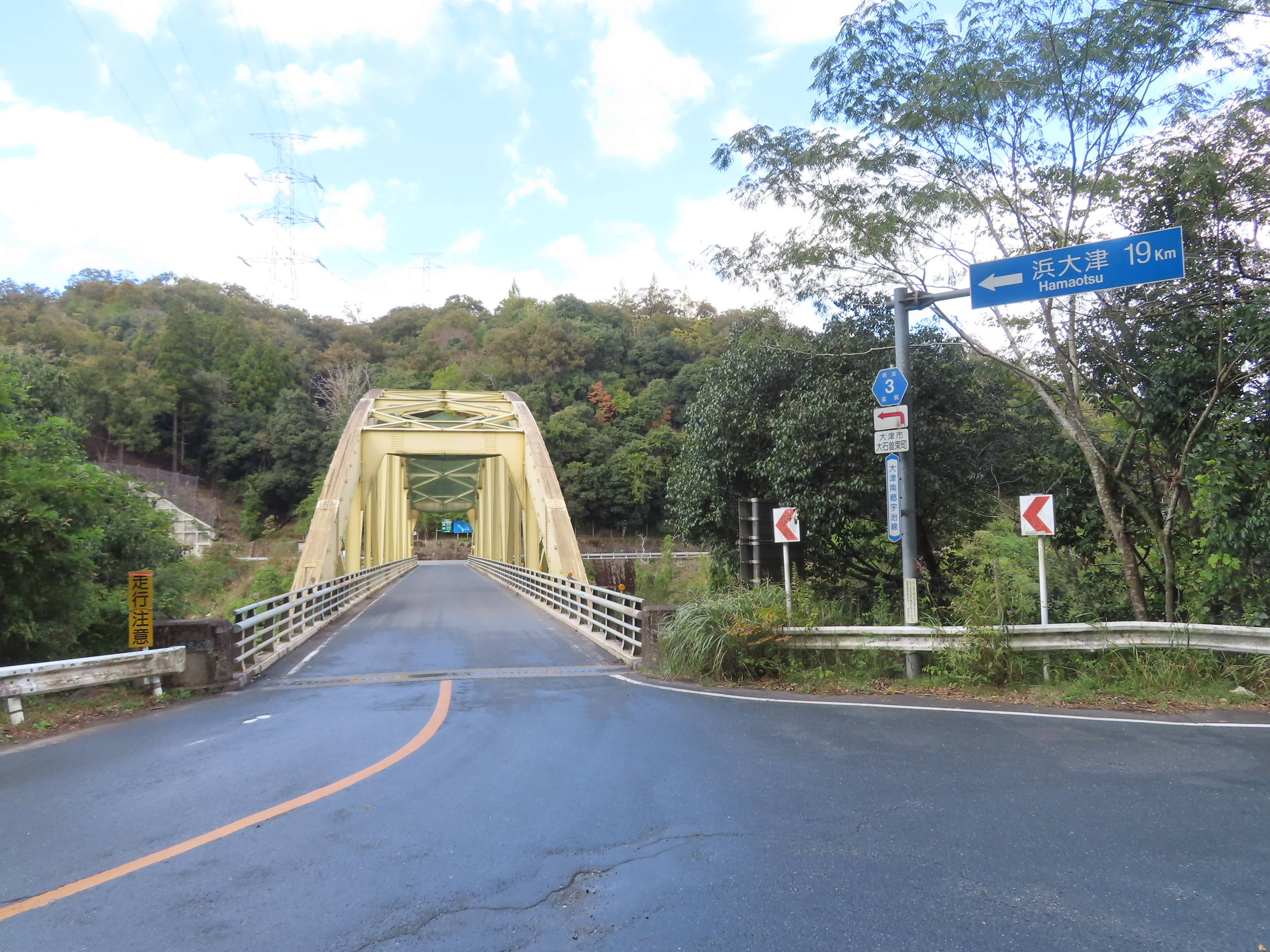
曽束大橋

当路線の主な橋梁を記載する（出典は特記がない限りより）。いずれも橋格は1等橋、設計荷重はTL20として建設されている。
- 生図橋
  - 橋長 : 50.0 m
  - 幅員 : 6.0 m
  - 型式 : 活荷重合成鋼鈑桁橋
- 宇近川橋
  - 橋長 : 70.0 m
  - 幅員 : 6.0 m
  - 型式 : 活荷重合成鋼鈑桁橋
- 曽束大橋
  - 橋長 : 109 m
  - 幅員 : 6.0 m
  - 型式 : 中路式2鉸鋼拱橋
  - 天ケ瀬ダムのダム湖を横断するもので、補償工事で設置される橋梁の中では最も長大なものである。河床は厚さ6 - 7 mの砂礫層があったため約110 mの距離を1スパンで架橋しなければならなかった。拱型式（アーチ式）が採用された理由は、両岸の良質な地盤のおかげで橋台を小さくでき、コストや景観を考慮しても問題ないと判断されたからである。この付近の瀬田川（淀川）は急流のため、江戸時代にはこの付近の両岸を行きかうには手繰りの渡り船が利用されていた[9]。この渡り船は曽束村が請け負い、村民が交代で受け持ったが、船が壊れた時は膳所藩が新船を作っていた[10]。天ケ瀬ダムの完成で渡し場は水没して交通の便は途絶えたが、曽束大橋の完成によって再び両岸の交通が復活した[9]。
- 宵待橋
  - 橋長 : 70.0 m
  - 幅員 : 6.0 m
  - 型式 : 主径間台型ラーメン鋼桁橋
  - 初代の橋は現在の橋の東に約150 m、高さ約50 m下に架けられた[11]。初代の橋は、1923年（大正12年）に宇治川発電会社が大峰ダムの建設でトロッコを通すために田原川に架けられた木橋である[12]。その後、同じ位置で1940年（昭和15年）に鉄筋をほとんど使わないコンクリートブロック製の橋に架け替えられた[13]。この時に「宵待橋」と名付けられたが、名前の由来ははっきりとしない[12]。ただし、当時の京都府田辺土木事務所の所長が名付けたとされ、宵待草が咲き乱れていたこと、当時流行っていた愛染かつらの歌詞から名づけられたとの伝えがある[11]。天ケ瀬ダムの建設で田原川の水位が上がるため、1961年（昭和36年）3月に現在の橋に架け替えられた[11]。

### 重複区間
- 国道422号（起点 - 滋賀県大津市石山南郷町）
- 京都府道62号宇治木屋線（京都府綴喜郡宇治田原町郷之口末山・宇治田原町宵待橋 - 宇治市宇治妙楽・宇治橋西詰交差点）

## 歴史
- 1954年（昭和29年）
  - 1月20日 - 建設省（現・国土交通省）が宇治瀬田線（宇治市 - 滋賀県栗太郡瀬田町）として主要地方道に指定[14]。
  - 9月6日 - 滋賀県が宇治瀬田線を主要地方道として県道路線認定[15]。
- 1955年（昭和30年）10月18日 - 京都府が宇治瀬田線を主要地方道として府道路線認定[16]。
- 1964年（昭和39年）11月26日 - 天ケ瀬ダムが竣工し、大津 - 曽束大橋 -  宇治間が開通した[17]。
- 1972年（昭和47年）
  - 3月21日 - 滋賀県が主要地方道宇治瀬田線を主要地方道大津南郷宇治線へ改称。
  - 3月28日 - 京都府が主要地方道宇治瀬田線を主要地方道大津南郷宇治線へ改称。

## 地理

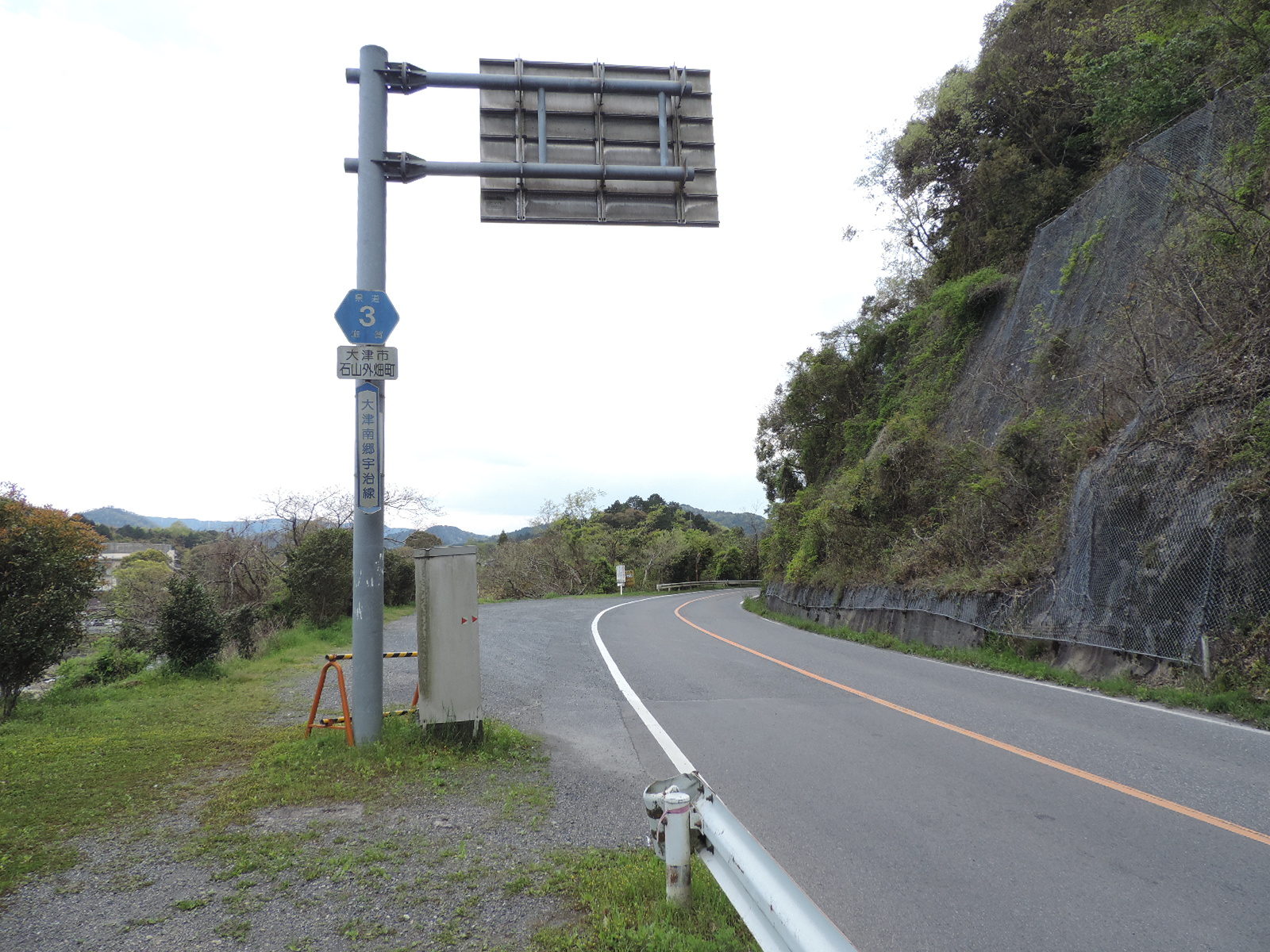
大津市石山外畑町
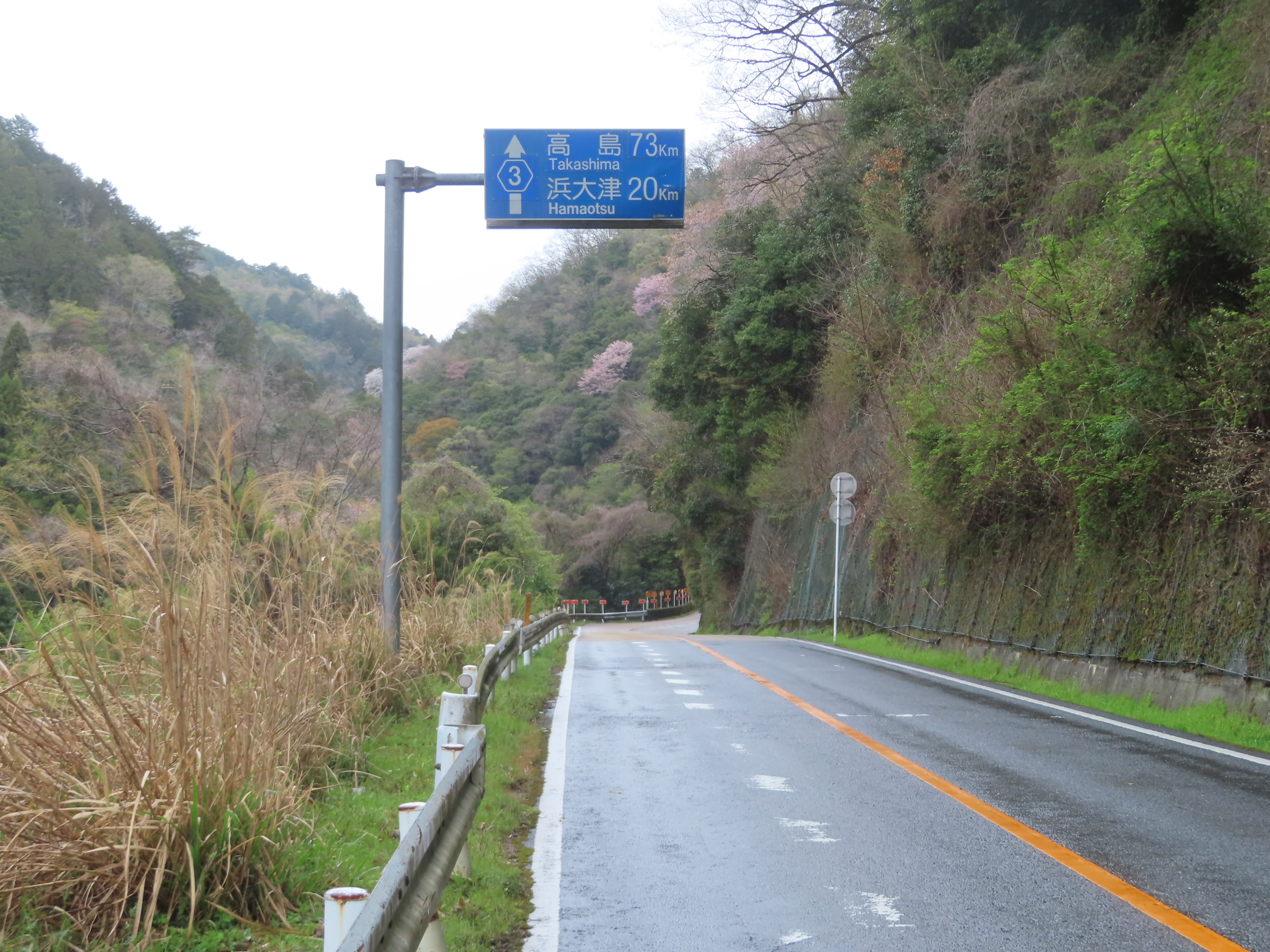
大津市大石曽束町
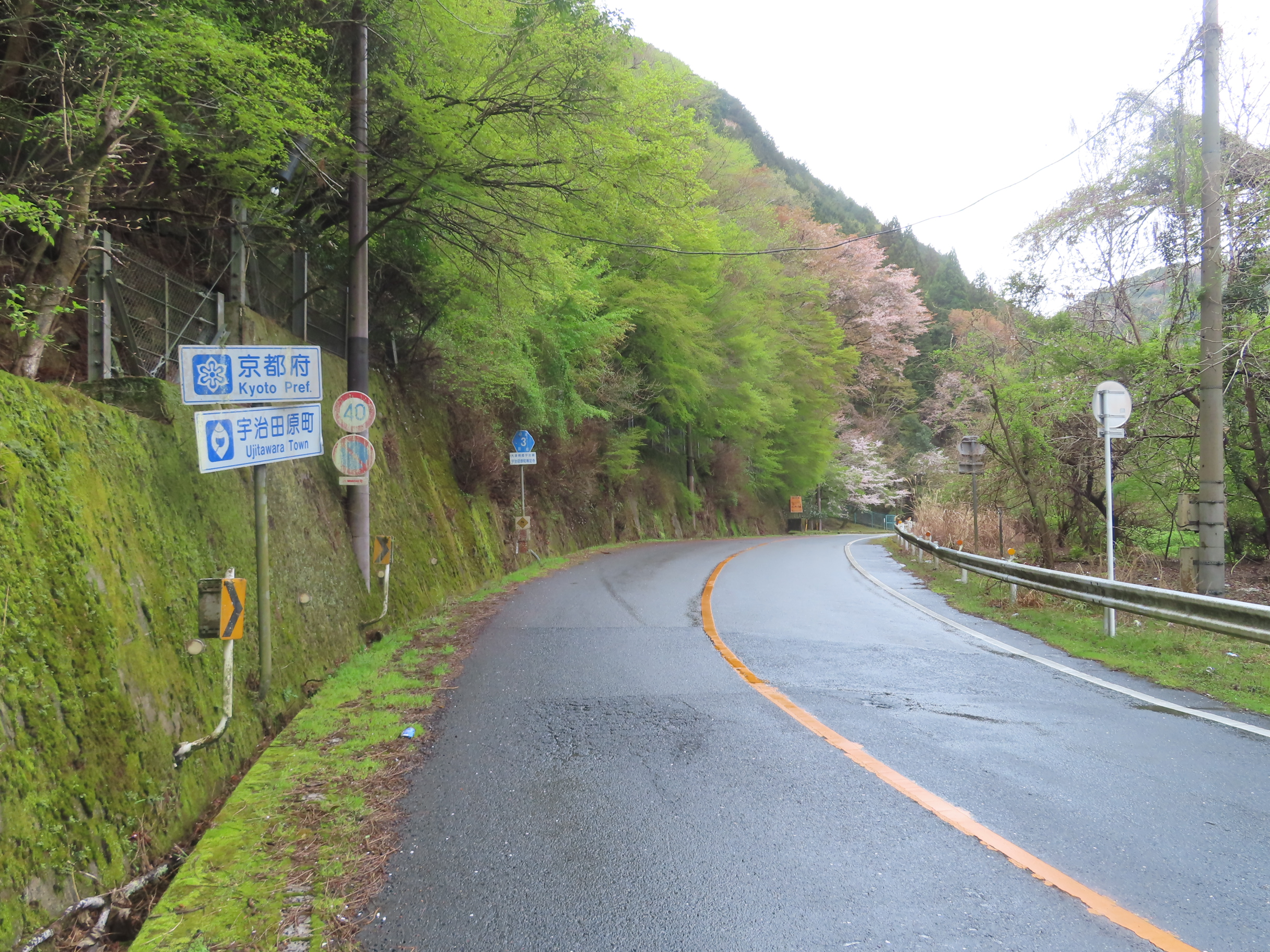
滋賀県大津市・京都府宇治田原町境
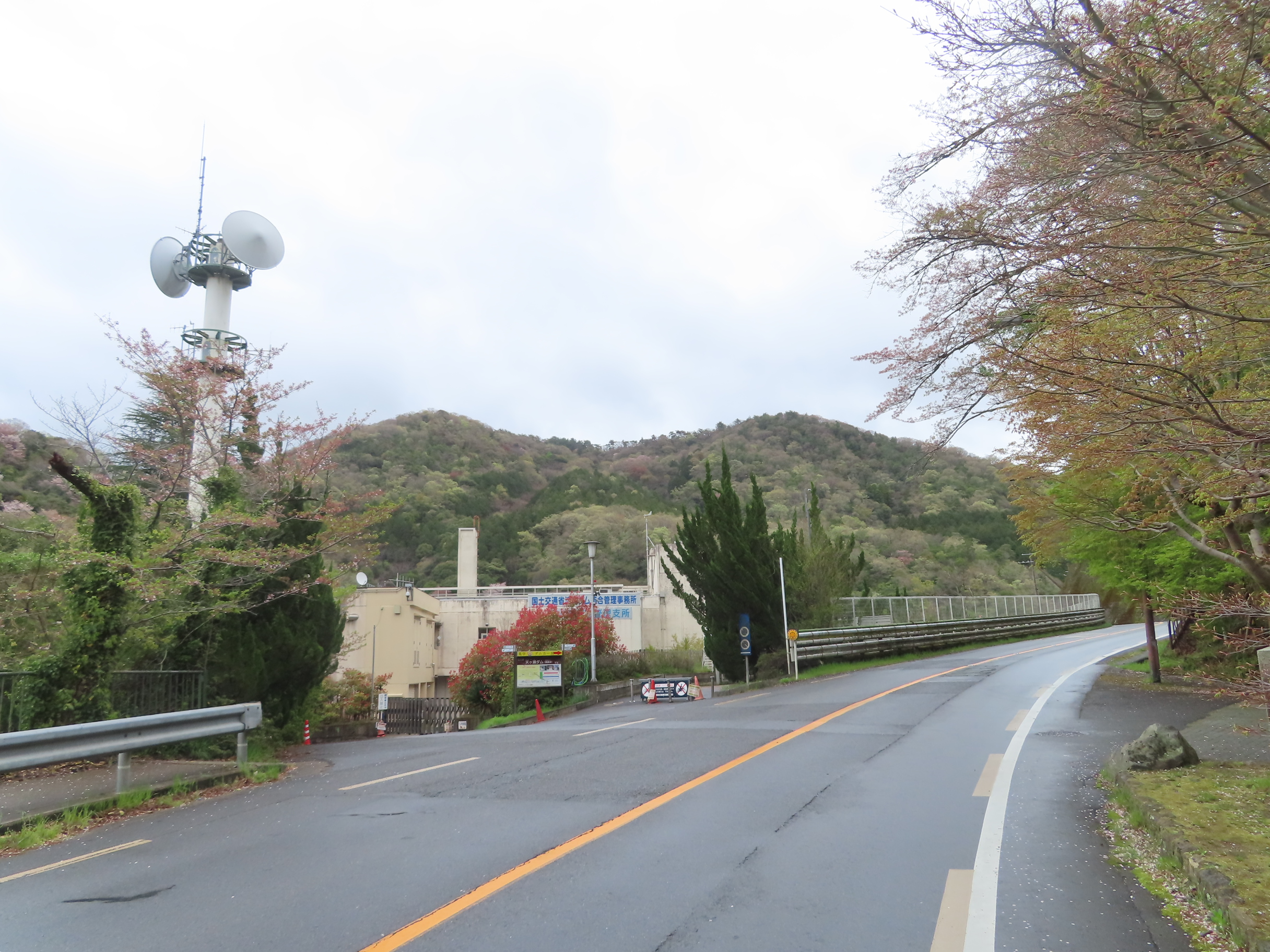
天ケ瀬ダム付近
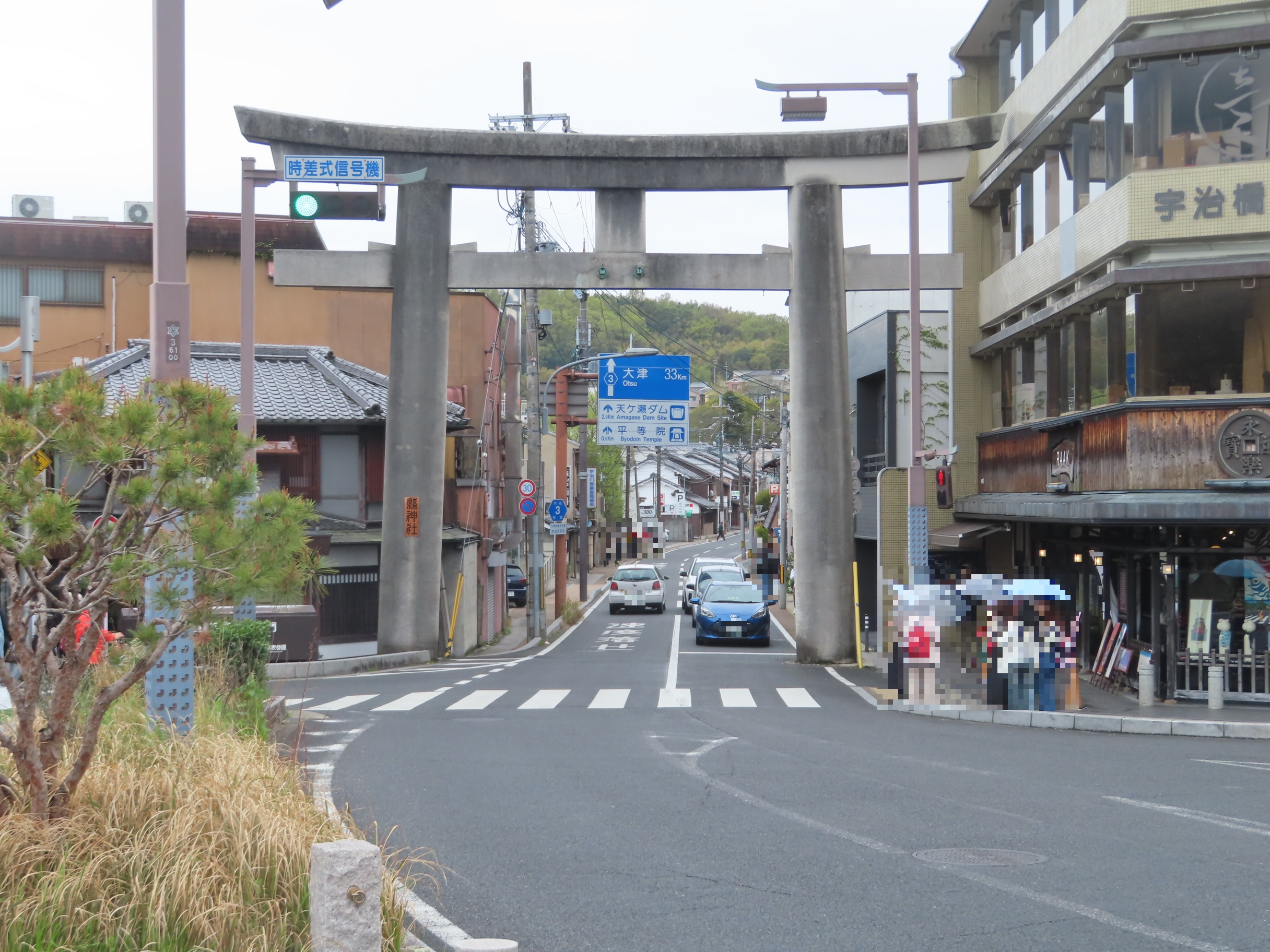
終点（宇治橋西詰交差点）

### 通過する自治体
- 滋賀県大津市
- 京都府宇治市
- 滋賀県大津市
- 京都府綴喜郡宇治田原町
- 京都府宇治市

### 交差する道路
- 国道422号（国道1号=国道8号重複に瀬田川大橋西詰交差点で接続）・滋賀県道102号大津湖岸線（滋賀県大津市松原、起点）
- 滋賀県道2号大津能登川長浜線・滋賀県道104号石山停車場線（滋賀県大津市唐橋町、唐橋西詰交差点）
- 滋賀県道106号千町石山寺辺線（滋賀県大津市石山寺・石山寺三丁目北交差点）
- 滋賀県道108号南郷桐生草津線（滋賀県大津市南郷）
- 国道422号（滋賀県大津市石山南郷町、瀬田川令和大橋付近）
- 滋賀県道29号瀬田大石東線（滋賀県大津市石山南郷町。鹿跳橋交差点）
- 京滋バイパス（国道1号）南郷IC（滋賀県大津市石山外畑町・南大津大橋北詰交差点）
- 京都府道242号二尾木幡線（京都府宇治市二尾膳前谷）
- 京都府道62号宇治木屋線（京都府綴喜郡宇治田原町郷之口末山）
- 京都府道7号京都宇治線・京都府道15号宇治淀線・京都府道241号向島宇治線・京都府道248号平等院線（京都府宇治市宇治妙楽・宇治橋西詰交差点、終点）

### 沿線にある施設など
- 瀬田の唐橋
- 石山寺駅
- 石山寺
- 瀬田川洗堰
- 鹿跳渓谷
- 立木観音
- 佐久奈度神社
- 瀬田川浄苑
- 白洲不動尊
- 浄光教寺
- ぜんまい茶屋
- カシオペアライディングパーク
- 天ヶ瀬ダム
- 平等院（世界遺産）
- 縣神社
- 宇治市立菟道小学校